# Антик (озеро)
Антик — пресноводное озеро на территории Винницкого сельского поселения Подпорожского района и Алёховщинского сельского поселения Лодейнопольского района Ленинградской области.

## Общие сведения
Площадь озера — 0,5 км², площадь водосборного бассейна — 11,1 км². Располагается на высоте 143,0 метров над уровнем моря.
Форма озера продолговатая: оно почти на полтора километра вытянуто с юго-запада на северо-восток. Берега каменисто-песчаные, местами заболоченные.
Из юго-западной оконечности озера вытекает ручей Антик, впадающий в реку Лижму, в свою очередь, впадающую в реку Сару. Сара впадает в реку Шапшу, впадающую в реку Оять, левый приток Свири.
У юго-западной оконечности озера проходит лесная дорога.
Населённые пункты вблизи водоёма отсутствуют.
Код объекта в государственном водном реестре — 01040100811102000015906.